# Ingrid Lotz
Ingrid Lotz (dekliški priimek Eichmann), nekdanja nemška atletinja, * 11. marec 1934, Malliß.
Lotzeva je za reprezentanco združene Nemčije na Poletnih olimpijskih igrah 1964 v Tokiu osvojila srebrno medaljo s svojim osebnim rekordom in najboljšim metom v karieri, 57,21 m. Naslednjo sezono je osvojila bronasto medaljo na Evropskem pokalu v atletiki 1965.
Njen mož, Martin Lotz, je na istih Olimpijskih igrah nastopil v metu kladiva.